# یواس‌اس اکسپلویت (ای‌ام-۹۵)
یواس‌اس اکسپلویت (ای‌ام-۹۵) (به انگلیسی: USS Exploit (AM-95)) یک کشتی بود که طول آن ۱۷۳ فوت ۸ اینچ (۵۲٫۹۳ متر) بود. این کشتی در سال ۱۹۴۲ ساخته شد.